# Vince Miranda
Vince Miranda Espinoza (Los Ángeles, California; 5 de diciembre de 1980), es un cantante, actor, intérprete, compositor y bailarín de origen mexicano-estadounidense, se dio a conocer mediante en la quinta edición del programa de telerrealidad musical mexicano La Academia, emitido en TV Azteca.
Ha participado en obras de teatro musical como Hoy no me puedo levantar y Siete veces adiós.
Fue corista en televisión en el programa Desafío de estrellas, antes de su participación en La Academia. También ha participado en las series Las Malcriadas y El último rey.

## Biografía
En 2006, formó parte de la quinta edición del reality de Televisión Azteca La Academia nombrada «La Academia Cinco» donde quedó elegido entre los 20 participantes. Quedando en quinto lugar.
Luego de su particación por el reality, en 2007, formó parte de un grupo musical llamado La Posta, junto a otros exparticipantes del mismo programa, dirigido por el productor español Juan Carlos Calderón, producido por Sony BMG, con quien grabaron el tema Rómpeme, mátame (interpretado por Trigo Limpio) incluido en el material discográfico. En 2009 participaron en El gran desafío, donde fueron los primeros eliminados, grabaron el tema principal de la telenovela Tengo todo excepto a ti, entre otros proyectos de la televisora, en julio del mismo año el grupo se desintegra.
En 2015, participa en el concurso Baila si puedes, en donde resultó ser el ganador, interpreta un tema de la telenovela Así en el barrio como en el cielo del mismo nombre, a dúo con Marcela Guirado, del dueto Vincela. Al mismo año Incursiona en el teatro con la obra musical Hoy no me puedo levantar a lado de Alan Estrada, Roger González, Danna Paola y Carla Medina como los protagonistas.
En 2016, ingresa a la cadena Telemundo en los Estados Unidos, donde participó en los melodramas ¿Quién es quién?, Silvana sin lana y Guerra de ídolos. 
En 2021, lanza el tema Más allá, luego de culminar el dueto Vincela, y al mismo tiempo lanza Latinas con Alfonso Lugo, también el tema de Algo como lo nuestro no existe, participa en la telenovela La suerte de Loli junto a Christian Chávez, donde interpreta a un personaje homosexual.
En 2022, inicia la obra musical Siete veces adiós, con Alan Estrada en donde comparte créditos como músico y bailarín, colabora junto a Jannette Chao, compositora mexicana. En ese mismo año participa en la serie biográfica El último rey, donde dio vida al cantante Alejandro Fernández.
En 2024, protagoniza la obra junto a la presentadora y actriz Natalia Téllez. En febrero del mismo año lanza el podcast Segundo acto, donde habla de salud mental, a lado de Alan Macín.
En el año 2025, ingresa a la obra llamada Waitress en México, donde interpreta al Dr. Pomatter.

## Trayectoria

### Cine
- Guerra de likes (2024) - Ejecutivo

### Teatro
- Timbiriche (2011)
- Mary Poppins (2012) - Bert
- Aladín (2012)
- Hoy no me puedo levantar (2015) - Mario[21]
- Entonces bailemos - (2016)[22]
- Disney-MYST Sountrack - (2018, 2022)[23]
- Se compran corazones o escaleras viejas que venda (2018) - El poeta[24]
- Siete, reiventando tus pecados (2021)[25]
- Siete veces adiós (2022-presente)[26]
- Waitress - (2025)[27] - Dr. Pomatter

### Programas de televisión
- La Academia Cinco (2006) - Participante (5.º lugar)
- Lo que callamos las mujeres (2008)
- La vida es una canción (2008)
- El gran desafío (2009) - Participante
- La mujer de Judas (2012)
- Señora Acero (2014) - Óscar Barba
- Baila si puedes (2015) - Participante Ganador
- ¿Quién es quién? (2015-2016) - Sebastián Gallardo
- Silvana sin lana (2016) - Andrés Montenegro del Valle
- Guerra de ídolos (2017) - Valentín Vargas
- Las Malcriadas (2017) - Carlos Acevedo
- Sobreviví (2018) - Jaime de Poza
- Desenfrenadas (2020) - Carlos
- La suerte de Loli (2021) - Arturo Romero
- El último rey (2022) - Alejandro "Alex" Fernández Abarca[16]

### Doblaje

#### Documentales
- El swing perfecto - Tyler Toney (2019)

#### Temas y coros
- Lilo, Lilo, cocodrilo - «La historia cambió» - (2015)
- Scrooge: Cuento de Navidad - Harry Huffam (voz cantada) (2018)
- Deseo: El poder de los deseos (2019)
- Toy Story 4 (2019)
- UglyDolls: Extraordinariamente feos (2019)
- La sirenita (2023)
- Blanca Nieves - «El Rey bueno» (Hadley Fraser) (2025)

## Vida privada
En 2006, tuvo un noviazgo con Marbella Corella, durante su participación en La Academia.
En el año 2016, contrae matrimonio con Marcela Guirado, hasta el año 2019 termina la relación.